# Hebban olla vogala

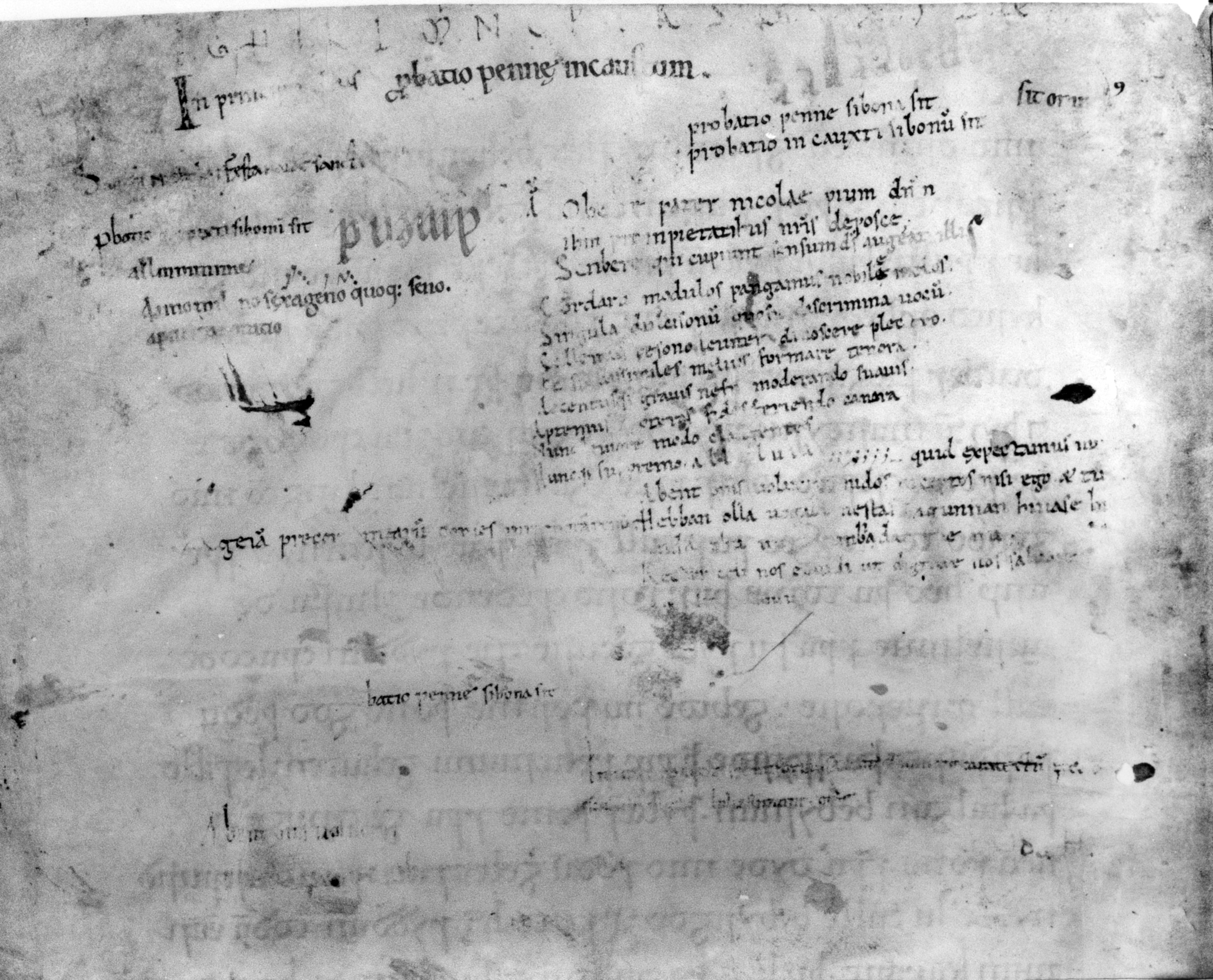
Латинский текст (в середине справа): Abent omnes uolucres nidos inceptos nisi ego et tu quid expectamus nunc. Под ним текст на древненидерландском — Hebban olla uogala nestas hagunnan hinase hic enda thu uuat unbidan uue nu

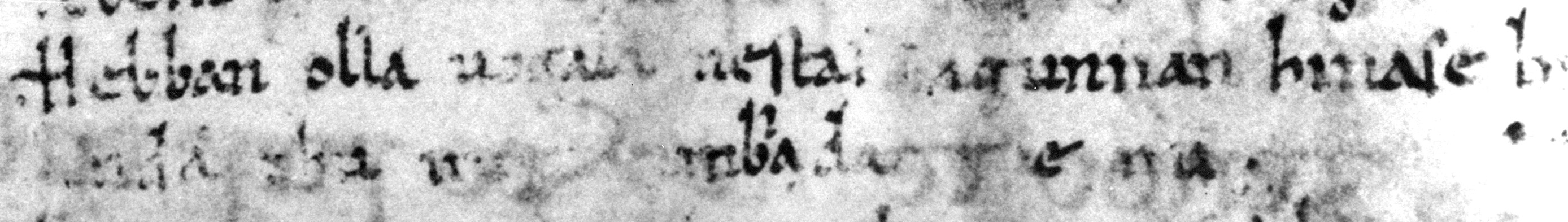
Фрагмент текста

Hebban olla vogala, иногда встречается написание hebban olla uogala — первые три слова из фрагмента рукописи XI века — документа на древненидерландском языке, которые употребляются в качестве названия всего документа. Текст на древненидерландском был обнаружен в 1932 году на полях в рукописи, написанной, по всей видимости, в Рочестерском аббатстве (Кент), которая хранится в настоящее время в Бодлианской библиотеке Оксфорда. Считается, что обнаруженный текст относится к западнофламандскому варианту древненижнефранкского языка и является одним из старейших известных образцов древненидерландского языка.

## Текст
Лингвисты интерпретируют документ как своего рода «пробу пера» (лат. Probatio pennae) монаха из Рочестерского аббатства, владевшего древненидерландским языком, текст обычно транскрибируется как Hebban olla vogala nestas hagunnan hinase hic enda thu wat unbidan we nu. Это дословный перевод латинского предложения, написанного непосредственно над древненидерландским фрагментом:Abent omnes uolucres nidos inceptos nisi ego et tu quid expectamus nu(nc). На современный нидерландский это переводится как: «Zijn alle vogels nesten begonnen, behalve ik en jij. Waarop wachten we nu?» («Все птицы начали вить гнезда, кроме нас с тобой, чего же мы ждём?»).

## Сравнение с современным нидерландским и английским
В таблице приведено сравнение текста на древненидерландском с переводами на современный нидерландский и английский языки. Порядок слов в нидерландском переводе правилен, хотя глагол 'begonnen', как правило, сопряжён с 'zijn' («быть»), а не с 'hebben' (иметь). Для английского предложения порядок слов должен быть скорректирован. Для слов 'hinase' и 'unbidan' нет прямых соответствий ни в одном языке.
| Древненидерландский       | Hebban | olla | vogala        | nestas     | hagunnan | hinase    | hic  | enda    | thu   | wat  | unbidan                  | we | nu?     |
| Современный нидерландский | Hebben | alle | vogels        | nesten     | begonnen | (behalve) | ik   | ende/en | u/jij | wat  | (ver)beiden              | we | nu?     |
| Современный английский    | Have   | all  | fowls (birds) | nests      | begun    | (except)  | I    | and     | thou  | what | bide (= are waiting for) | we | now?    |
| Русский                   | -      | все  | птицы         | гнездиться | начали   | кроме     | меня | и       | тебя  | что  | ждём                     | мы | сейчас? |

Форма «hinase» морфологически соответствует современному голландскому «tenzij» и не похожа на однокоренные слова в современном английском.

## Гипотезы о происхождении и языке фрагмента
Аргументы в пользу того, что данный фрагмент написан на западнофламандском, были выдвинуты в работе М. Шёнфельда (1933). Согласно его интерпретации, *agunnan, hinase и (в его прочтении) anda являются формами, присутствие которых можно ожидать в любом из прибрежных диалектов — древнефризском, древнесаксонском или древнефранкском. Однако окончание -n в третьем лице множественного числа hebban, которое отсутствует в обоих англосаксонских и фризском языках, позволяет определить язык фрагмента как древненидерландский. (Древневерхненемецкое habent использует другую основу.) nestas — это множественное число от nest — «гнездо», что близко к средненидерландскому языку и до настоящего времени присутствует в западнофламандском диалекте. vogala — это эпентеза (добавление одного или нескольких звуков в слово), характерная для гентского диалекта, в то время как в англосаксонских языках имеется слово fuglas. olla является результатом сдвига гласных а > о перед ll, который произошёл в западнофламандском диалекте достаточно рано, возможно, до 900 г. н. э. Наконец, hagunnan и hi(c) имеют протетический h; по оценке Шёнфельда, это также указывает на западнофламандский диалект, в котором h часто удаляется или (в письменной речи) добавляется перед гласными (ср. abent в латинской версии текста).
По оценке профессора Люка де Гроу из университета Гента, текст можно интерпретировать как написанный на древнеанглийском, точнее — древнекентском диалекте.
В свою очередь, профессор Фриц ван Оостром из Утрехтского университета связывает текст с жанром харджа, характерным для мусульманской Испании. Для этого жанра характерно пение женщин о их отсутствующих возлюбленных. Оостром полагает, что фрагмент текста был, вероятно, написан женщиной или с точки зрения женщины.